# Holcocera illibella
Holcocera illibella é uma espécie de mariposa do gênero Holcocera pertencente à família Coleophoridae.